# Oddinary
Oddinary – szósty minialbum południowokoreańskiej grupy Stray Kids, wydany 18 marca 2022 roku przez JYP Entertainment i Republic Records. Płytę promował singel „Maniac"”. 

## Lista utworów
| CD | CD                                                                          | CD                                                  | CD                                               | CD                      | CD      |
| Nr | Tytuł utworu                                                                | Tekst                                               | Kompozycja                                       | Aranżacja               | Długość |
| -- | --------------------------------------------------------------------------- | --------------------------------------------------- | ------------------------------------------------ | ----------------------- | ------- |
| 1. | „Venom” (kor. 거미줄)                                                       | Bang Chan (3Racha), Changbin (3Racha), Han (3Racha) | Bang Chan, Changbin, Han, DallasK                | DallasK, Bang Chan      | 3:15    |
| 2. | „Maniac”                                                                    | Bang Chan, Changbin, Han                            | Bang Chan, Changbin, Han, Versachoi              | Versachoi, Bang Chan    | 3:02    |
| 3. | „Charmer”                                                                   | Bang Chan, Changbin, Han,                           | Bang Chan, Changbin, Han, Versachoi              | Versachoi               | 3:08    |
| 4. | „Freeze” (kor. 땡)                                                          | Bang Chan, Changbin, Han                            | Bang Chan, Changbin, Han, Trippy                 | Trippy, Bang Chan       | 2:58    |
| 5. | „Lonely St.”                                                                | Bang Chan, Changbin                                 | Bang Chan, Changbin, Jun2                        | Jun2, Bang Chan         | 2:44    |
| 6. | „Waiting for Us” (kor. 피어난다), (wyk. Bang Chan, Lee Know, Seungmin, I.N) | Bang Chan, Lee Know, Seungmin, I.N                  | Bang Chan, Lee Know, Seungmin, I.N, Nickko Young | Nickko Young, Bang Chan | 3:39    |
| 7. | „Muddy Water” (wyk. Changbin, Hyunjin, Han, Felix)                          | Changbin, Hyunjin, Han, Felix                       | Changbin, Hyunjin, Han, Felix, Millionboy        | Millionboy, Bang Chan   | 3:17    |

## Notowania
| Lista                                       | Pozycja |
| ------------------------------------------- | ------- |
| Gaon Weekly Album Chart                     | 1       |
| Austrian Albums (Ö3 Austria Top 40)         | 11      |
| Belgian Albums (Ultratop Flanders)          | 5       |
| Belgian Albums (Ultratop Wallonia)          | 5       |
| Canadian Albums (Billboard)                 | 20      |
| Croatian International Albums (HDU)         | 7       |
| Danish Albums (Hitlisten)                   | 3       |
| Dutch Albums (Album Top 100)                | 12      |
| Finnish Albums (Suomen virallinen lista)    | 1       |
| French Physical Albums (SNEP)               | 5       |
| German Albums (Offizielle Top 100)          | 43      |
| Hungarian Albums (MAHASZ)                   | 2       |
| Italian Albums (FIMI)                       | 48      |
| Oricon Weekly Album Chart (Japonia)         | 4       |
| Billboard Japan Hot Albums                  | 20      |
| Lithuanian Albums (AGATA)                   | 3       |
| New Zealand Albums (RMNZ)                   | 33      |
| Polish Albums (ZPAV)                        | 1       |
| Spanish Albums (PROMUSICAE)                 | 48      |
| Swedish Physical Albums (Sverigetopplistan) | 5       |
| Swiss Albums (Schweizer Hitparade)          | 10      |
| UK Albums (OCC)                             | 95      |
| UK Independent Albums (OCC)                 | 34      |
| Billboard 200                               | 1       |
| World Albums (Billboard)                    | 1       |

## Nagrody w programach muzycznych
| Program               | Data          | Źródło |
| --------------------- | ------------- | ------ |
| Music Bank (KBS)      | 25 marca 2022 | [ 16 ] |
| Show Champion (MBC M) | 30 marca 2022 | [ 17 ] |

## Sprzedaż
| Kraj             | Sprzedaż   |
| ---------------- | ---------- |
| Japonia          | 58 063+    |
| Korea Południowa | 1 654 872+ |
| USA              | 132 000+   |